# Raïon de Holovanivsk
Le raïon de Holovanivsk (en ukrainien : Голованівський район) est un raïon (district) dans l'oblast de Kirovohrad en Ukraine.
Avec la réforme administrative de 2020, le nouveau raïon a absorbé les raïons de : Holovanivsk, Novoarkhanhelsk, Brahovichtchenske, Haïvoron, Vilchanka.

## Lieux d'intérêt
Le Musée des forces stratégiques.

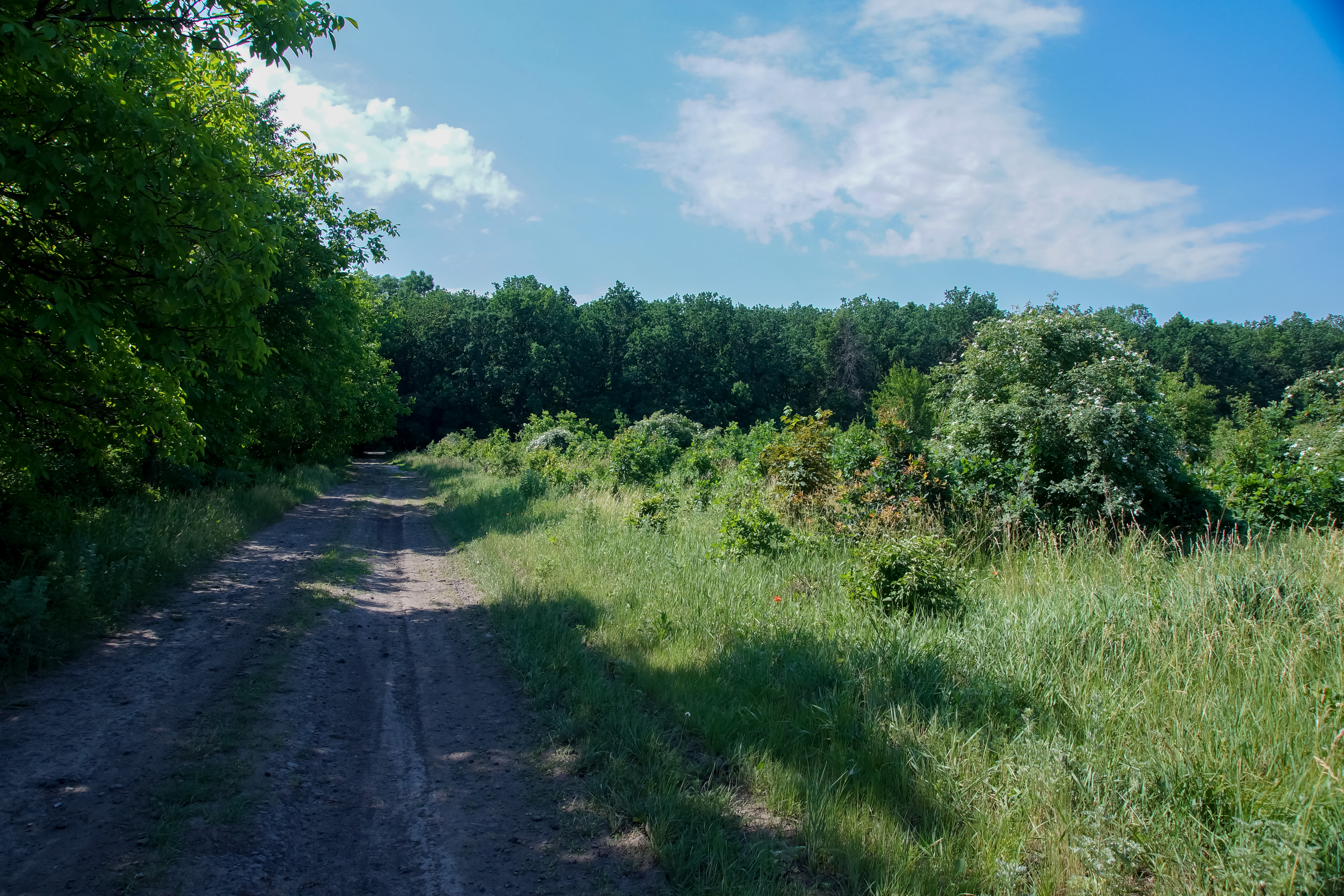
La réserve de Holotche, classée[1],
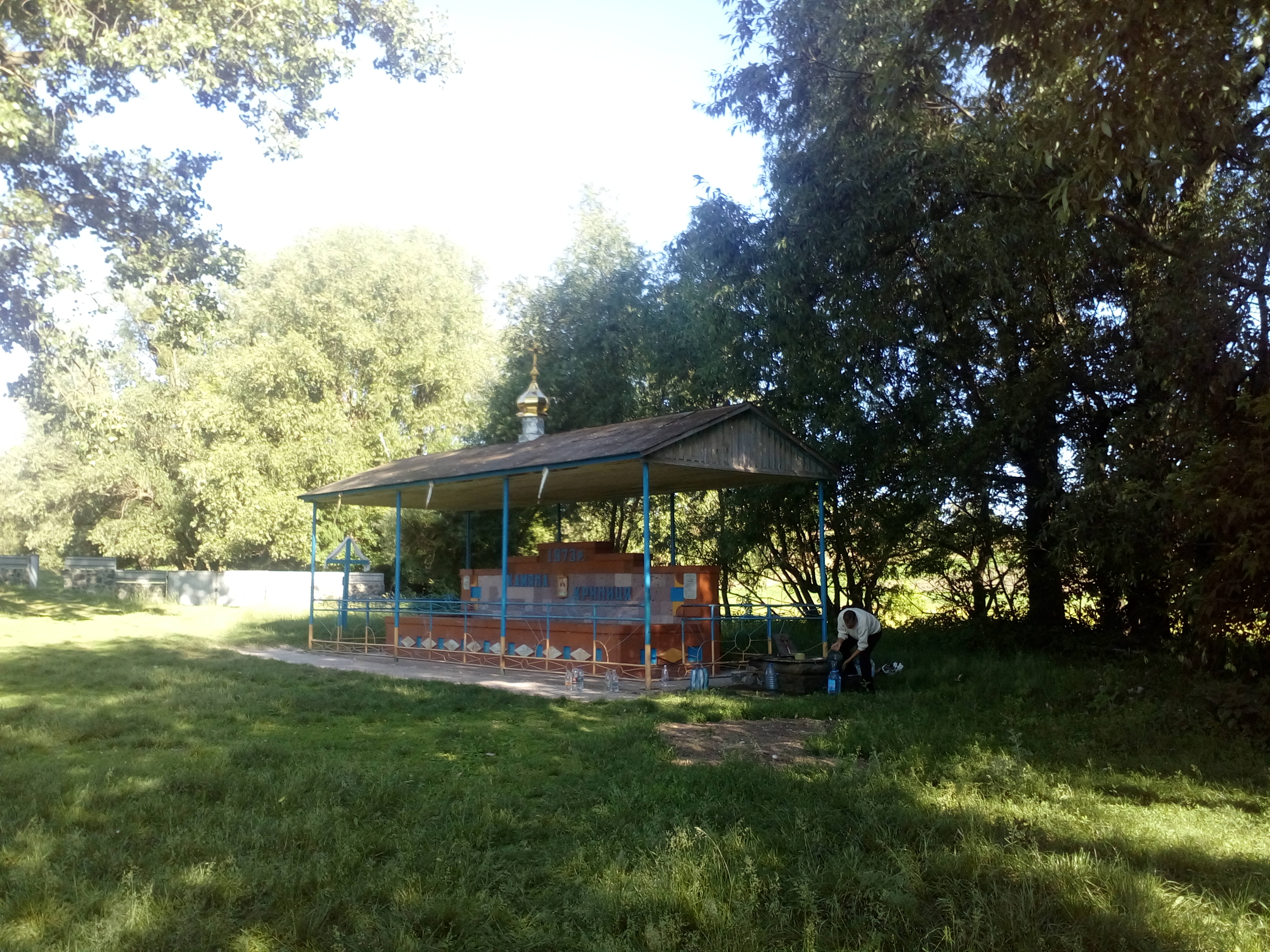
La réserve de Kamyana Krynytsia, classée[2],
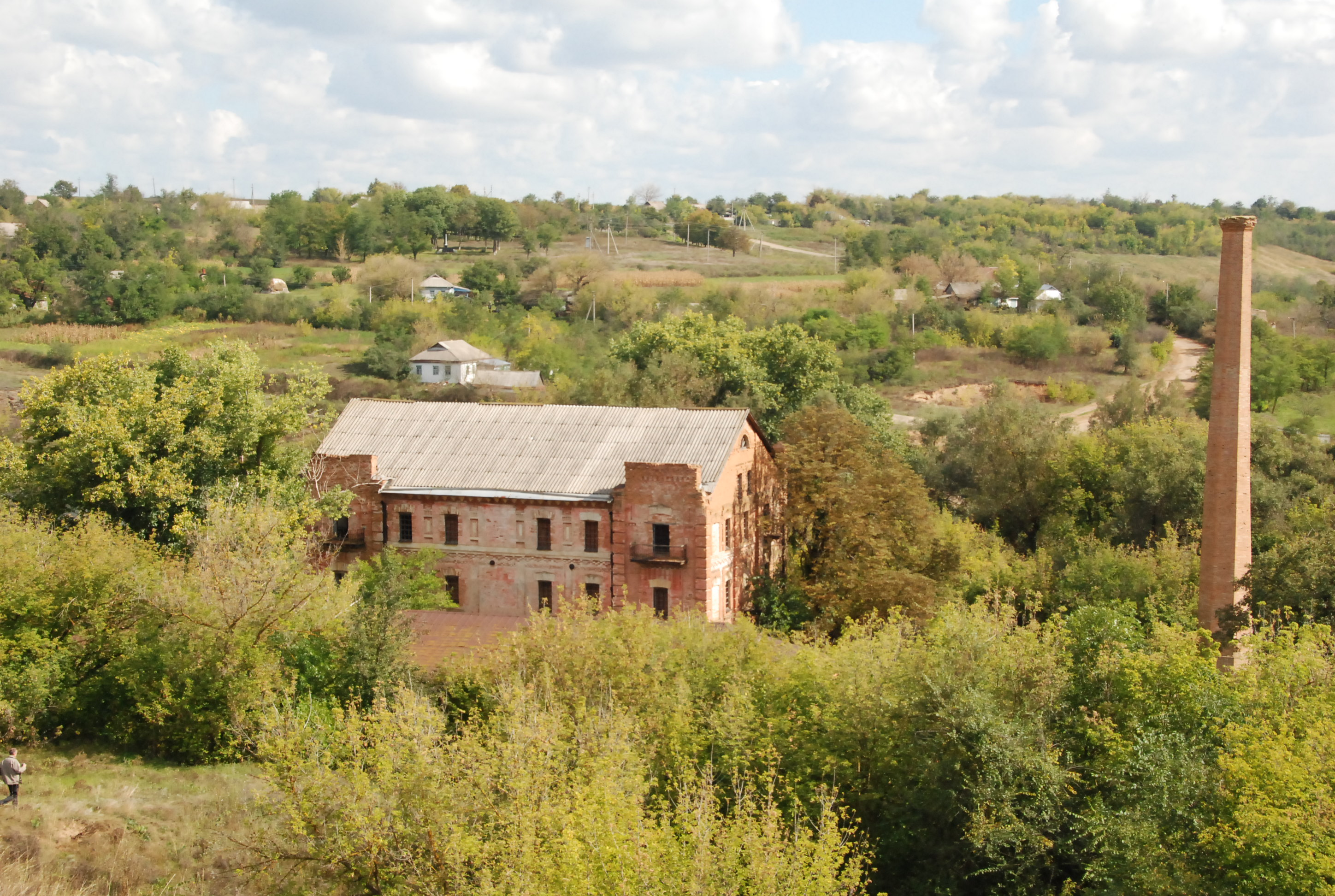
le moulin de Davidivka, classé[3],
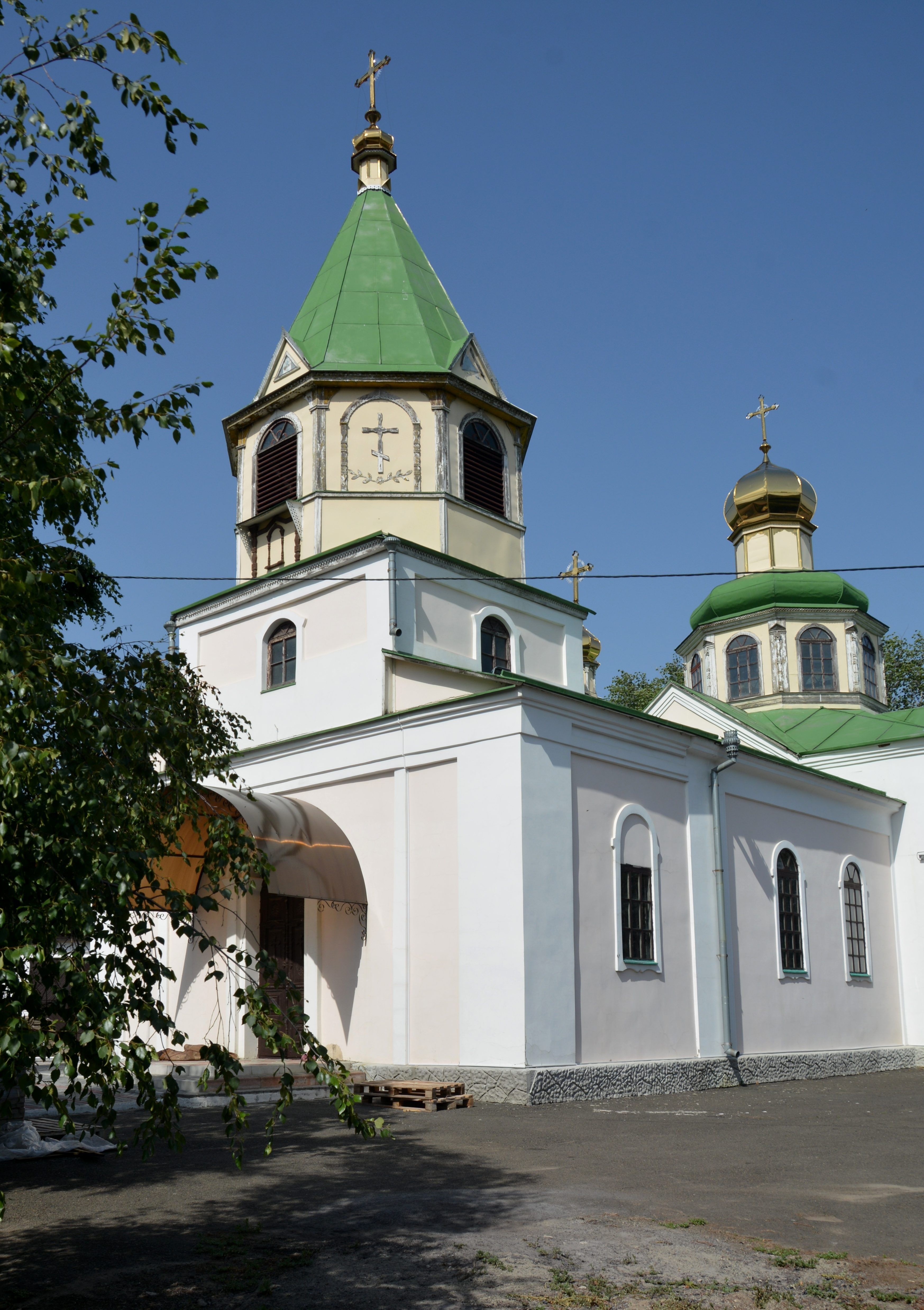
église st-Jean, classée[4] à Holovanivsk,
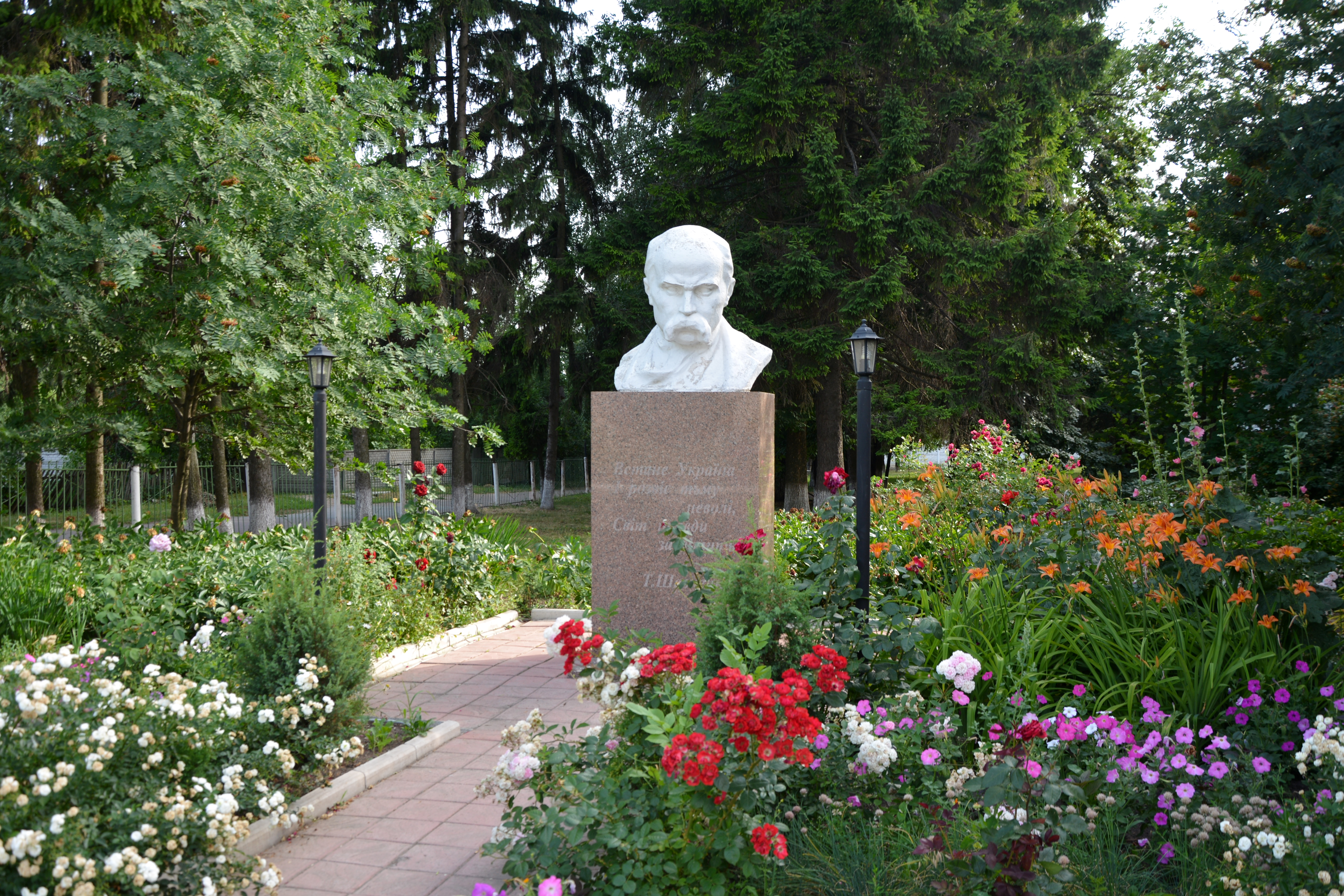
buste de Taras Chevtchenko, classé
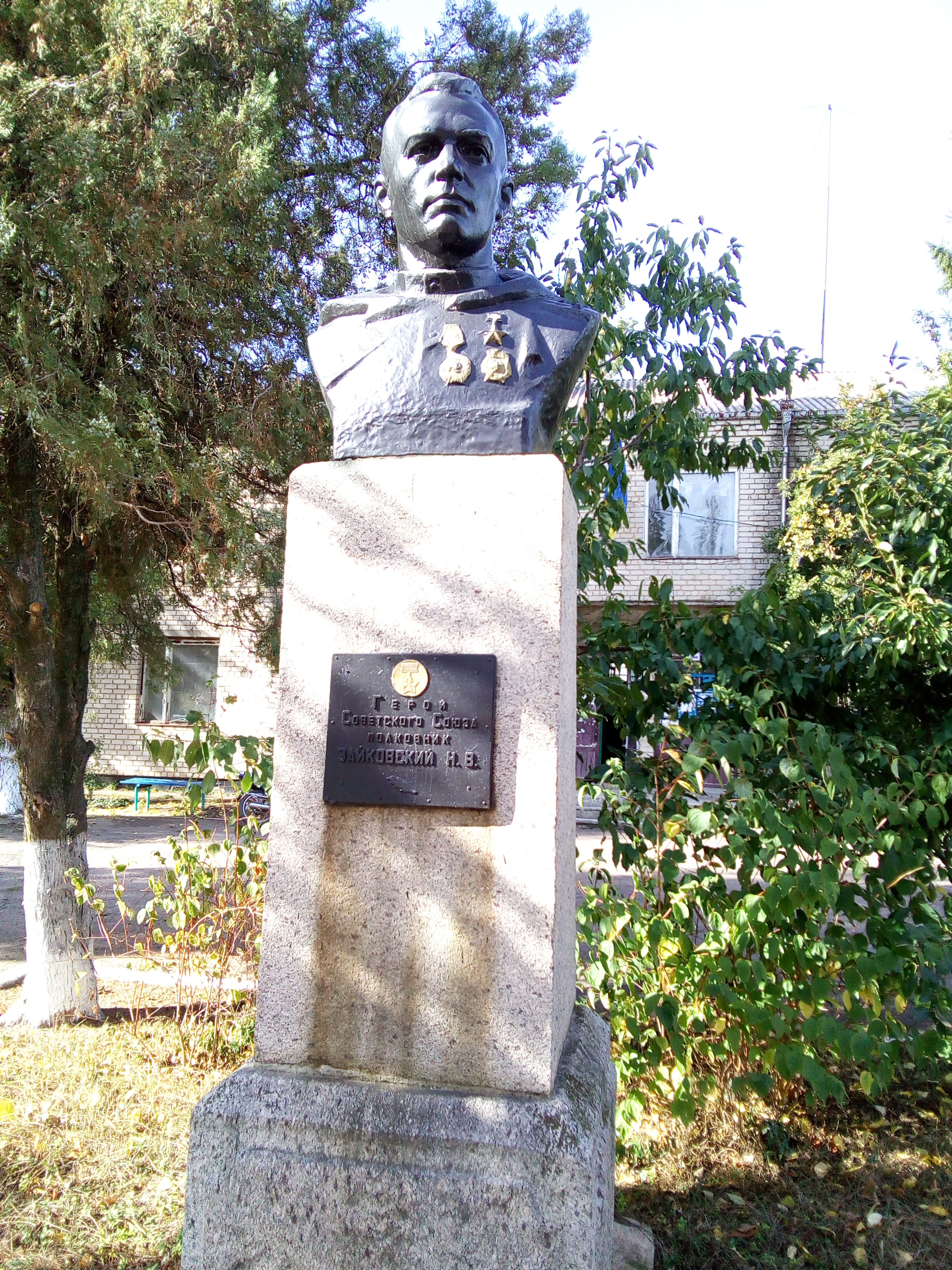
buste de Nikola Zakovski, classé
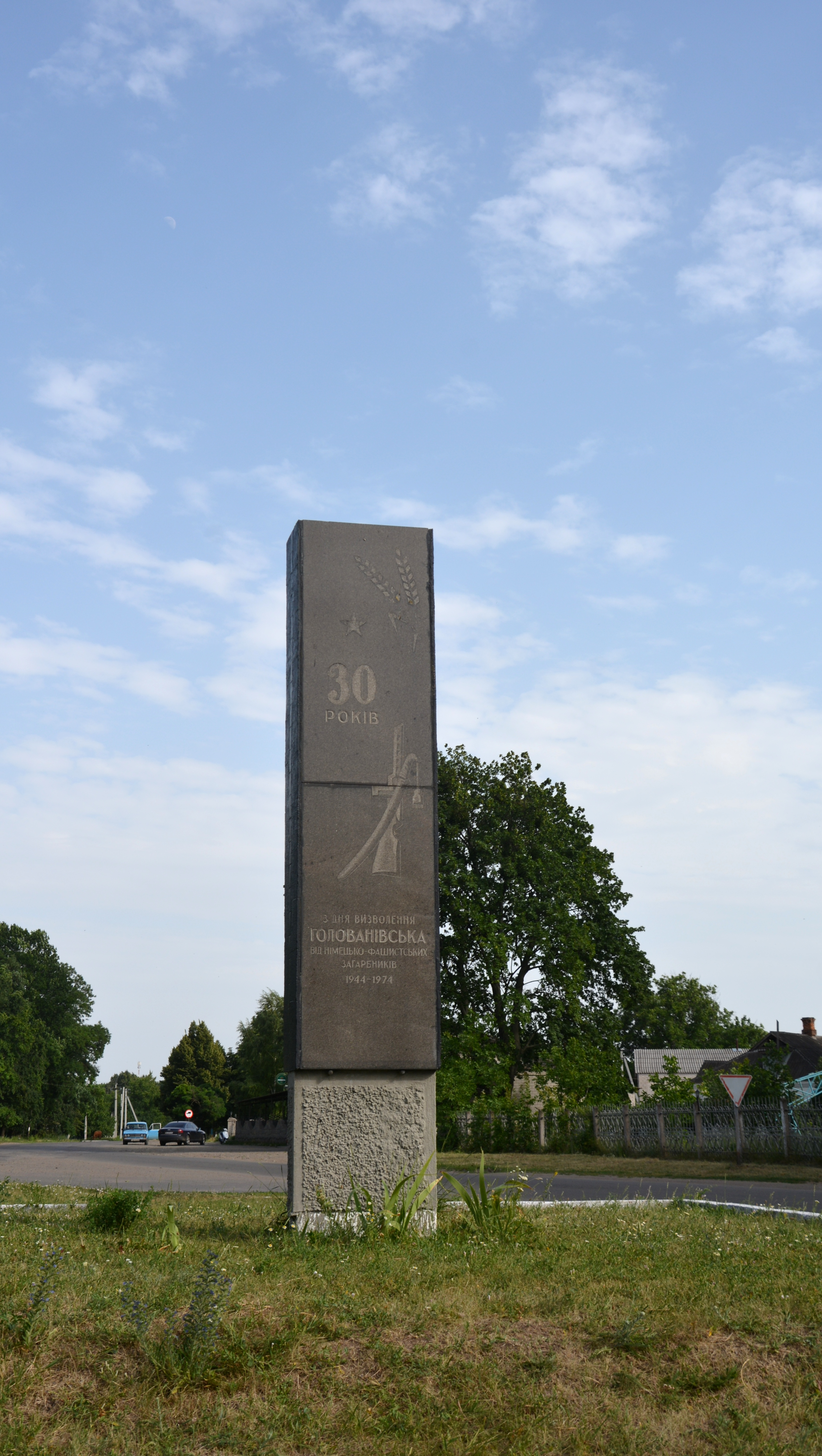
monument aux trente ans de libération de la ville, classé[7].
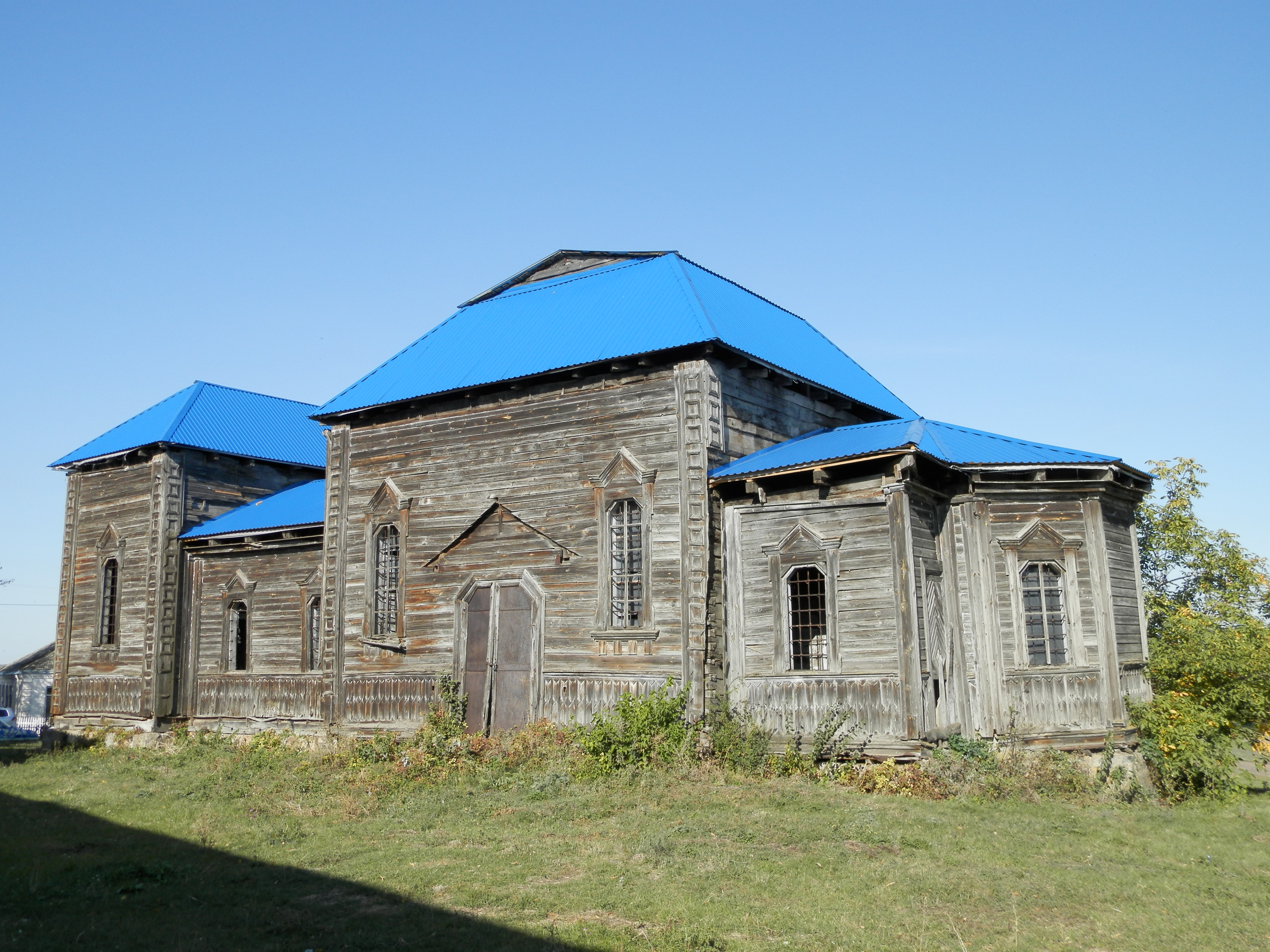
église de l'Intercession, classée[8] à Yatran,